# Talita Antunes
Talita Antunes (ur. 29 sierpnia 1982 w Aquidauana) – brazylijska siatkarka plażowa.